# Per Johan Pettersson
Per Johan Pettersson, född 5 augusti 1862 i Ore socken i Dalarna, död 17 mars 1893 på fängelset i Gävle, var en från Mossbo i Alfta finnskog i Hälsingland brottsling (också känd som Alftamördaren) som avrättades 1893 i för morden på två poliser.

## Biografi
Pettersson tillsammans med sin far och sina två bröder (alla mycket berusade) sköt länsmannen Albert Gawell till döds och sårade dödligt fjärdingsmannen Olof Norén när dessa var ute för att överlämna en stämning mot några ökända hembrännare och lönnkrögare. Såväl Per Johan Pettersson (som vid tiden för morden var 29 år), som dennes bröder Anders, 26, och Karl Erik, 17 (som enligt uppgift höll i vapnet), samt deras far Per Olof (56 år) var inblandade i brottet.
Per Johan dömdes till döden för morden då rätten ansåg att han hade varit den pådrivande kraften. Rättegången mot honom, hans far och hans bröder varade i fyra dagar och avslutades i tingsrätten den 12 juni 1892. Senare togs ärendet upp i såväl hovrätt som högsta domstol, men domarna blev desamma. Dödsdomen verkställdes på fängelsegården på Hamiltongatan i Gävle. Den 17 mars 1893 halshöggs Per Johan Pettersson av skarprättaren Anders Gustaf Dalman. Efter avrättningen studerades huvudets och ögonens omedelbara reaktioner av professor Frithiof Holmgren från fysiologiska institutet i Uppsala, där kraniet så småningom hamnade och idag tillhör Gustavianum.
Karl Erik och Anders dömdes med hänsyn till sin ungdom och påverkan från den äldre brodern till livstids straffarbete istället för döden. Fadern fick ett kortare straff för hembränning (ett år). I en version av Per Johan Petterssons samtal med sina bröder före avrättningen så påstås han ha skämtat över att han fått det kortaste straffet, trots sin centrala roll. För de två återstående bröderna kom livstid att verkligen innebära livstid då båda avled i lungsot i fängelset, 1901 och 1911.